# Ignacio Nacho Coronel
Pour les articles homonymes, voir Coronel.
Ignacio Coronel Villarreal  (né le 1er février 1954 à Canelas dans l'État de Durango et mort le 29 juillet 2010 à Zapopan dans l'État de Jalisco) fut un narcotrafiquant mexicain et de surcroît un des plus hauts membres du Cartel de Sinaloa, il a notamment dirigé la tendance mexicaine après le décès de Luciano Reynosa. Il a aussi été à l'initiative de la formation de La Resistencia.

## Biographie
Ignacio Coronel fut accusé d'avoir déplacé plusieurs tonnes de cocaïne via des navires de pêche de la Colombie au Mexique et aux États-Unis (notamment au Texas et en Arizona). Son influence et ses opérations allaient jusqu'au États-Unis, au Mexique, ainsi que dans plusieurs États européens, en Amérique centrale et en Amérique du Sud. Au Mexique, il est connu sous le nom de "king of Crystal" étant donné sa domination sur la production et le trafic de méthamphétamine pour le compte du Cartel de Sinaloa.
Coronel est abattu le 29 juillet 2010, à Zapopan au Mexique, lors d'une fusillade, avec les forces de l'ordre.
Il est connu pour avoir résisté à sa capture en tirant avec une carabine d'assaut M-16 tuant ainsi un militaire et en faisant deux autres blessés.